# Deer Park Buddhist Center and Monastery
Le Deer Park Buddhist Center and Monastery dans le village d'Oregon dans le Wisconsin, aux États-Unis est dirigé par le Geshe Lhundub Sopa, le premier professeur tibétain ayant obtenu un tenured dans une Université américaine et qui a enseigné la philosophie bouddhiste, la langue et la culture à l'Université du Wisconsin-Madison pendant 30 ans. Pendant ce temps, Geshe Sopa a enseigné de nombreux universitaires  et traducteurs bouddhistes respectés, la première génération du pays, dont Jeffrey Hopkins, José Ignacio Cabezón, et John Makransky. 
The Deer Park Corp. envisage de construire un nouveau Projet de Temple pour une valeur de 2.7M $ 